# Villamuñín
Villamuñín es una casería española de la parroquia de Villafría, perteneciente al municipio de Pravia, en la comunidad autónoma de Asturias.

## Historia
Hacia mediados del siglo XIX, el lugar, ya por entonces perteneciente a la parroquia de Villafría del municipio de Pravia, tenía contabilizada una población de 57 habitantes. Aparece descrito en el decimosexto y último volumen del Diccionario geográfico-estadístico-histórico de España y sus posesiones de Ultramar de Pascual Madoz con las siguientes palabras:

VILLAMUÑIN: l. en la prov. de Oviedo, ayunt. de Pravia y felig. de Sta. Maria Magdalena de Villafria. sit. en el término de las Outedas por la parte de abajo de Villafria, en la vertiente meridional, dando vista á la v. de Pravia, arrancando de la canalada que desde Escoredo y Ocea sigue por la sierra de Santa Eulalia á desembocar al valle de Agones; siendo su terreno pendiente y de buena calidad, y el mas abrigado de la parr. prod.: maiz, habas, escanda, patatas, castañas, nueces y otros frutos. pobl.: 13 vec., 57 alm.
(Madoz, 1850, p. 193)

En 2023, la entidad singular de población de Villamuñín tenía empadronados 23 habitantes, todos ellos diseminados.